# John Gardner Wilkinson
John Gardner Wilkinson (Little Missenden, 5 ottobre 1797 – Llandovery, 29 ottobre 1875) è stato un egittologo inglese, uno dei più famosi del XIX secolo.
Educato ad Harrow ed Oxford, Wilkinson fu indirizzato in seguito alla carriera militare. Si dedicò presto allo studio dell'egittologia, grazie all'incoraggiamento dell'antiquario Sir William Gell per lungo tempo residente a Napoli e grande appassionato delle antichità egizie.
Wilkinson trascorse gran parte della sua vita in Egitto copiando e studiando, specialmente, i rilievi tombali della Valle dei Re.
Nel periodo 1827-1828 si dedicò egli stesso allo scavo archeologico (a proprie spese), con scarsi risultati, preferendo poi tornare alla sua vera passione: lo studio delle iscrizioni e delle tombe già scoperte.
La sua produzione scientifica venne raccolta in ben 56 volumi ancora nel ventunesimo secolo conservati, e consultabili, presso la Biblioteca Bodleiana di Oxford.
Il fatto di frequentare l'Egitto agli albori delle più grandi scoperte archeologiche fu per Wilkinson particolarmente stimolante ed egli, per primo, intuì l'importanza di sfruttare le tombe anche per la ricostruzione storica del Nuovo Regno.
A lui si deve l'assegnazione della prima numerazione delle tombe della Valle dei Re, ancora oggi utilizzata, numerando le tombe non in ordine cronologico di scoperta, o di regno dell'eventuale occupante, ma progressivamente in ordine di posizionamento geografico nella Valle, da nord a sud.
Egli marcò perciò gli ingressi delle tombe all'epoca visitabili con numeri in vernice (in alcuni casi nel ventunesimo secolo ancora visibili), aggiungendo la sigla KV (King's Valley), per le tombe della Valle principale, o WV (West Valley), per la valle orientale.
Fu così che, pur essendo di fatto 28 le tombe o gli scavi comunque esistenti all'epoca, egli numerò le tombe da KV1 a KV21.